# モリーゼ
モリーゼ（イタリア語: Molise）は、イタリア共和国モリーゼ州カンポバッソ県にある、人口約200人の基礎自治体（コムーネ）。

## 地理

### 位置・広がり

#### 隣接コムーネ
隣接するコムーネは以下の通り。括弧内のISはイゼルニア県所属を示す。
- ドゥローニア
- フロゾローネ (IS)
- トレッラ・デル・サンニオ